# Sergej Rachmanin
Sergey Stanislavovitsj Rakhmanin (Russisch: Сергей Станиславович Рахманин) (Karl-Marx-Stadt, Duitsland, 18 oktober 1961) is een Russisch piloot die vanaf 2007 deelneemt aan de Red Bull Air Race World Series. Zijn beste resultaat behaalde hij in 2009, toen hij een vijfde plaats behaalde in de race in Canada en een elfde plaats in de eindstand.
In 1991 werd hij de laatste kunstvliegkampioen van de Sovjet-Unie. Sergei Rakhmanin won de titels in de totaalcategorie van het FAI Europese Vliegkunstkampioenschap in 1999 en het FAI Wereld Vliegkunstkampioenschap in 2003 en 2005.
Hij won de bronzen medaille in de FAI Wereld Zweefvliegkampioenschappen in 1995 en het team won goud, samen met Mikhail Mamistov en Victor Tchmal. Het team won ook goud in de FAI Europese Zweefvliegkampioenschappen in 1996 samen met deze twee piloten.